# بويان سباسويفيتش (لاعب كرة قدم)
بويان سباسويفيتش هو لاعب كرة قدم صربي في مركز الهجوم، ولد في 18 يناير 1992 في ميتروفيتسا في صربيا. لعب مع FK Javor Ivanjica ‏.

## وصلات خارجية
- بويان سباسويفيتش (لاعب كرة قدم) على موقع قاعدة بيانات كرة القدم.إي يو (الإنجليزية)
- بويان سباسويفيتش (لاعب كرة قدم) على موقع Soccerway.com (الإنجليزية)
- بويان سباسويفيتش (لاعب كرة قدم) على موقع عالم كرة القدم.نت (الإنجليزية)